# لوكاس والتون
لوكاس والتون (بالإنجليزية: Lukas Walton)‏ هو شخصية أعمال أمريكي، ولد في 1986.